# Odznaka „Racjonalizator Produkcji”
Odznaka „Racjonalizator Produkcji” – polskie odznaczenie resortowe ustanowione 30 czerwca 1949 i nadawane przez Naczelnego Dyrektora Centralnego Zarządu danej gałęzi gospodarki narodowej, początkowo w celu nagradzania szczególnych zasług w dziedzinie nowatorstwa i racjonalizacji produkcji. Od 1979 odznakę przyznawał dyrektor zjednoczenia lub dyrektor kombinatu jako zaszczytne, honorowe wyróżnienie dla osób fizycznych za szczególne zasługi w dziedzinie wynalazczości i racjonalizacji, przy uwzględnieniu dorobku i działalności w pracy zawodowej oraz postawy społecznej. 
Odznaka była noszona na prawej piersi. Miała kształt srebrzonej sześciopromiennej gwiazdy o średnicy 35 mm, z głową górnika Pstrowskiego na kwadratowym i emaliowanym na czerwono polu w centrum odznaki. Początkowo bez zawieszki, od 1979 wieszana była na prostokątnej metalowej klamrze, emaliowanej na czerwono w obramowanej na srebrno.
Odznaka została wycofana 26 stycznia 1996 wraz z odznakami „Zasłużony Racjonalizator Produkcji” i „Zasłużony dla Wynalazczości i Racjonalizacji”. Te wszystkie trzy odznaki zastąpiła, ustanowiona tym samym rozporządzeniem, nowa Odznaka honorowa „Za Zasługi dla Wynalazczości”.